# São Vicente (Capo Verde)
São Vicente è un'isola di Capo Verde, appartenente al gruppo delle isole Barlavento. Il suo territorio appartiene completamente all'omonima contea.

## Geografia
L'isola misura 16 km dall'estremità nord a quella sud, e 24 km da ovest a est, per un'area complessiva di 227 km². È situata tra le isole di Santo Antão e di Santa Luzia entrambi appartenenti all'arcipelago Barlavento. È un'isola d'origine vulcanica semi pianeggiante che presenta ancora oggi alcuni crateri, in particolare quello che forma la baia di Mindelo. Il punto più elevato dell'isola è il Monte Verde (725 m).

## Storia
L'isola fu scoperta dall'esploratore portoghese Diogo Afonso il 22 gennaio 1462, giorno di Vincenzo di Saragozza dal quale ne trae il toponimo (São Vicente in portoghese). Fino alla fine del XVIII secolo l'isola rimase disabitata; solamente nel 1795 venne stabilito un primo insediamento stabile ad est della Baia di Porto Grande, chiamato originariamente Nossa Senhora da Luz. Nel 1838 fu costruito dagli inglesi un deposito di carbone che riforniva le navi sulle rotte atlantiche, ma già nel 1900 l'isola subì un certo declino economico dovuto al passaggio dal carbone ad altro tipo di combustibile per la locomozione delle navi.

## Popolazione
São Vicente è una delle isole più popolate di Capo Verde. La maggior parte della popolazione è concentrata nel capoluogo Mindelo, una delle città più pulite dell'arcipelago.

## Trasporti
L'isola è servita dall'Aeroporto Internazionale di Cesária Évora e dal Porto Grande, in termini di trasporti internazionali. Esistono autobus che effettuano collegamenti tra i vari quartieri di Mindelo.

## Folklore
- Carnevale: si svolge a Mindelo nel mese di febbraio, si tratta di una parata sullo stile del carnevale brasiliano. È il più animato di Capo Verde, insieme a quello dell'isola di São Nicolau.
- Festival di Baía das Gatas': si svolge nel mese di agosto sulla spiaggia omonima, propone numerosi gruppi musicali nazionali e stranieri e molti divertimenti come danze ritmate e corse di cavalli.
- 'Festival di teatro': il Mindelact si svolge tutti gli anni a Mindelo nel mese di settembre e propone spettacoli di artisti internazionali e capoverdiani. Gli spettacoli si svolgono in giro per la città o nell'auditorio del centro culturale di Mindelo.

## Sport
Gli sport più praticati sull'isola sono quelli nautici, in particolare il windsurf è il più prediletto. Uno dei posti migliori dove praticare questo sport è la spiaggia di São Pedro, visitata anche da grandi campioni internazionali. Sull'isola inoltre è possibile praticare altri sport come l'equitazione e il golf.

## Clima
Il clima è prevalentemente tropicale e secco con la temperatura di circa 24 °C (75 °F) per tutto l'anno. La temperatura dell'acqua oceanica che bagna l'isola, ogni anno è tra i 22 °C (72 °F) e 25 °C (77 °F).
La stagione che va da novembre a luglio è la migliore in quanto è secco e ventoso, mentre da agosto a ottobre è la stagione delle piogge.